# Heinrich (Rietberg)
Heinrich (III.) († 1116 in der Schlacht am Welfesholz) war Graf von Rietberg und Vogt des Bistums Paderborn.

## Leben
Heinrich war ein nachgeborener Sohn von Konrad II. von Werl-Arnsberg und der Mutter Mechthild/Mathilde, eine Tochter des Bayernherzogs Otto von Northeim und der Richenza. 
Haupterbe wurde nach dem Tod des Vaters 1092 sein Bruder Friedrich. Heinrich wurde mit der Grafschaft Rietberg und der Vogtei über das Bistum Paderborn abgefunden. Bischof war zu dieser Zeit sein Onkel Heinrich II. von Werl. In einer Urkunde des Bischofs aus dem Jahr 1100 wird er ausdrücklich als Graf von Rietberg bezeichnet. 
Er heiratete 1106 Beatrix von Hildrizhausen, die Witwe Gottfrieds (I.) von Cappenberg. Ihr Großvater Otto von Schweinfurt war um 1050 Herzog von Schwaben. Aus der Ehe ging die Tochter Elika hervor. Diese heiratete den Grafen Egilmar von Oldenburg.  
Heinrich handelte als Graf von Rietberg in Einvernehmen mit seinem Bruder Friedrich. Zusammen mit diesem nahm er 1111 am Romzug Heinrich V. teil. Die Brüder hielten sich dabei in der engsten Umgebung des Kaisers auf. Heinrich gehörte zu einer Gruppe von Geiseln, die der päpstlichen Seite zur Absicherung geschickt wurde. 
Um 1114 schlossen sich die Brüder dann der Opposition gegen Heinrich V. an. Im Juni 1114 belagerte das Heer der Aufständischen die von den Kaiserlichen besetzte Festung Deutz. Ihr Aufgebot fiel dem  überlegenen Heer des Kaisers in der Schlacht von Jülich in den Rücken und wendeten so den Ausgang der Schlacht. Heinrich starb in der Schlacht am Welfesholz 1116.